# 포조미르테토
포조미르테토(이탈리아어: Poggio Mirteto)는 이탈리아 라치오주 리에티도에 위치한 코무네다. 로마로부터 북동쪽 45km, 리에티로부터 남서쪽 20km 거리에 있다.